# Centurião I Zaccaria
Centurião I Zaccaria (em italiano: Centurione I Zaccaria; 1336-1382) foi um poderoso nobre do Principado da Acaia na Grécia franca. Em 1345, sucedeu seu pai, Martinho Zaccaria, como barão de Damala e senhor de metade da Baronia de Chalandritza. Em 1359, por sua vez, conseguiu adquirir a outra metade de Chalandritza. Em 1370, foi nomeado grão-condestável da Acaia e recebeu a Baronia de Estamira. Também ocupou por três vezes o cargo de bailio por seus suseranos angevinos do Reino de Nápoles.
De seu casamento com uma dama da família Asen teve quatro filhos:
- Andrônico Asen Zaccaria, pai de Centurião II Zaccaria, príncipe da Acaia em 1404–1432;
- Maria II Zaccaria, esposa de Pedro Bordo de São Superano, príncipe da Acaia em 1396–1402; Maria foi princesa da Acaia por seu próprio direito em 1402–1404;
- Manuel Zaccaria;
- Filipe Zaccaria;